# Kishida Hiroki
Hiroki Kishida (sinh ngày 7 tháng 6 năm 1981) là một cầu thủ bóng đá người Nhật Bản.

## Sự nghiệp câu lạc bộ
Hiroki Kishida đã từng chơi cho Vissel Kobe, YKK AP và Fagiano Okayama.